# Нойендеттельзау
Нойендеттельзау (нем. Neuendettelsau) — община в Германии, в земле Бавария. 
Подчиняется административному округу Средняя Франкония. Входит в состав района Ансбах.  Население составляет 7766 человек (на 31 декабря 2010 года). Занимает площадь 33,80 км².
Коммуна подразделяется на 17 сельских округов.

## Население
По оценке на 31 декабря 2015 года население общины Нойендеттельзау составляет 7674 чел. 

| Дата      | 1840 | 1871 | 1900 | 1925 | 1939 | 1950 | 1961 | 1970 | 1987 | 2011 |
| --------- | ---- | ---- | ---- | ---- | ---- | ---- | ---- | ---- | ---- | ---- |
| Население | 1369 | 1786 | 2451 | 3305 | 3875 | 5659 | 6185 | 6525 | 6448 | 7377 |

| Год       | 1960 | 1970 | 1980 | 1990 | 2000 | 2009 | 2010 | 2011 | 2012 | 2013 | 2014 | 2015 |
| --------- | ---- | ---- | ---- | ---- | ---- | ---- | ---- | ---- | ---- | ---- | ---- | ---- |
| Население | 6161 | 6513 | 6716 | 6996 | 7669 | 7809 | 7766 | 7435 | 7407 | 7535 | 7585 | 7674 |

## Города-побратимы

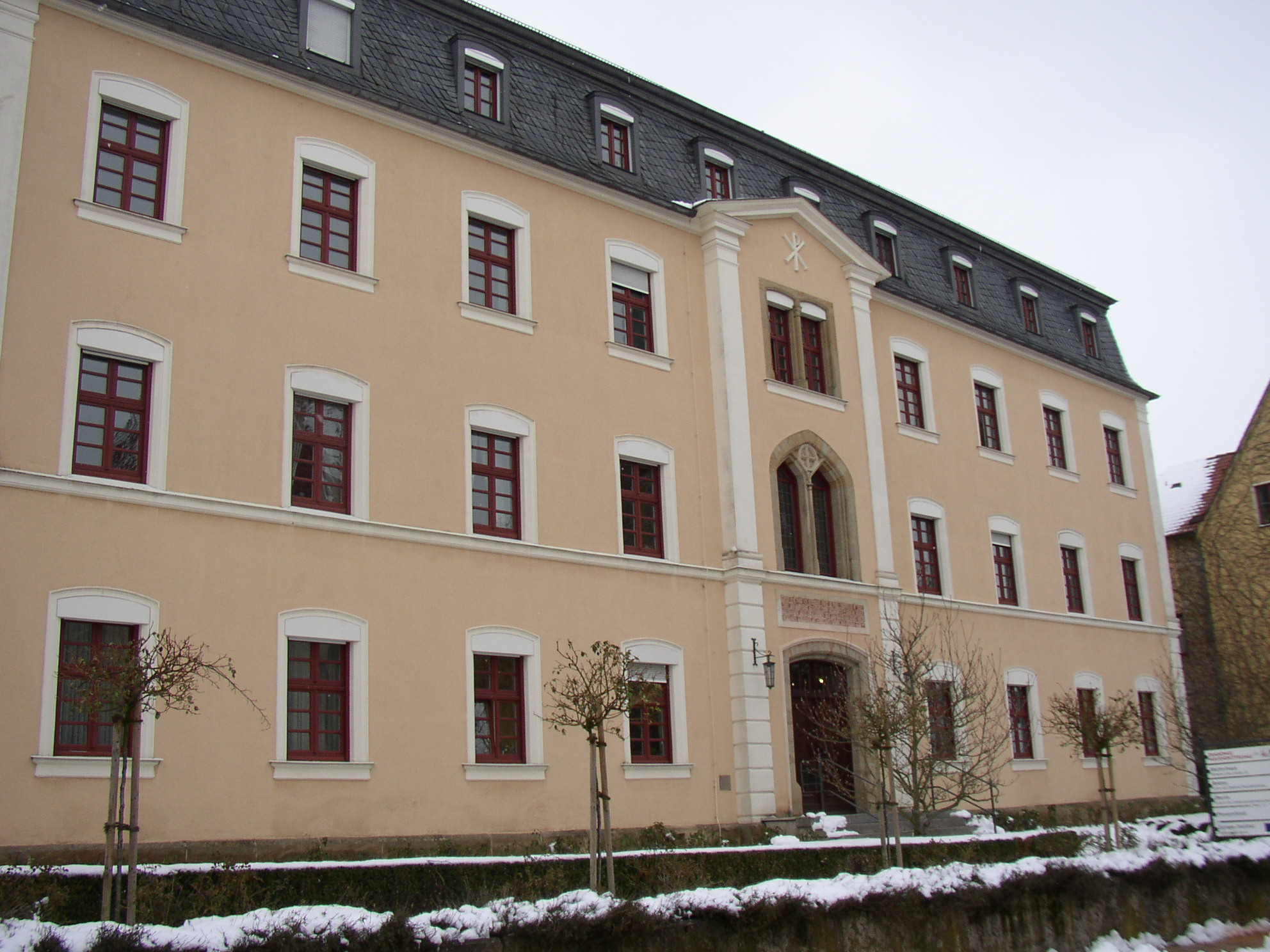
Нойендеттельзау

- Треньяк (Франция)